# Tournée de l'équipe des Lions britanniques et irlandais de rugby à XV en 1899

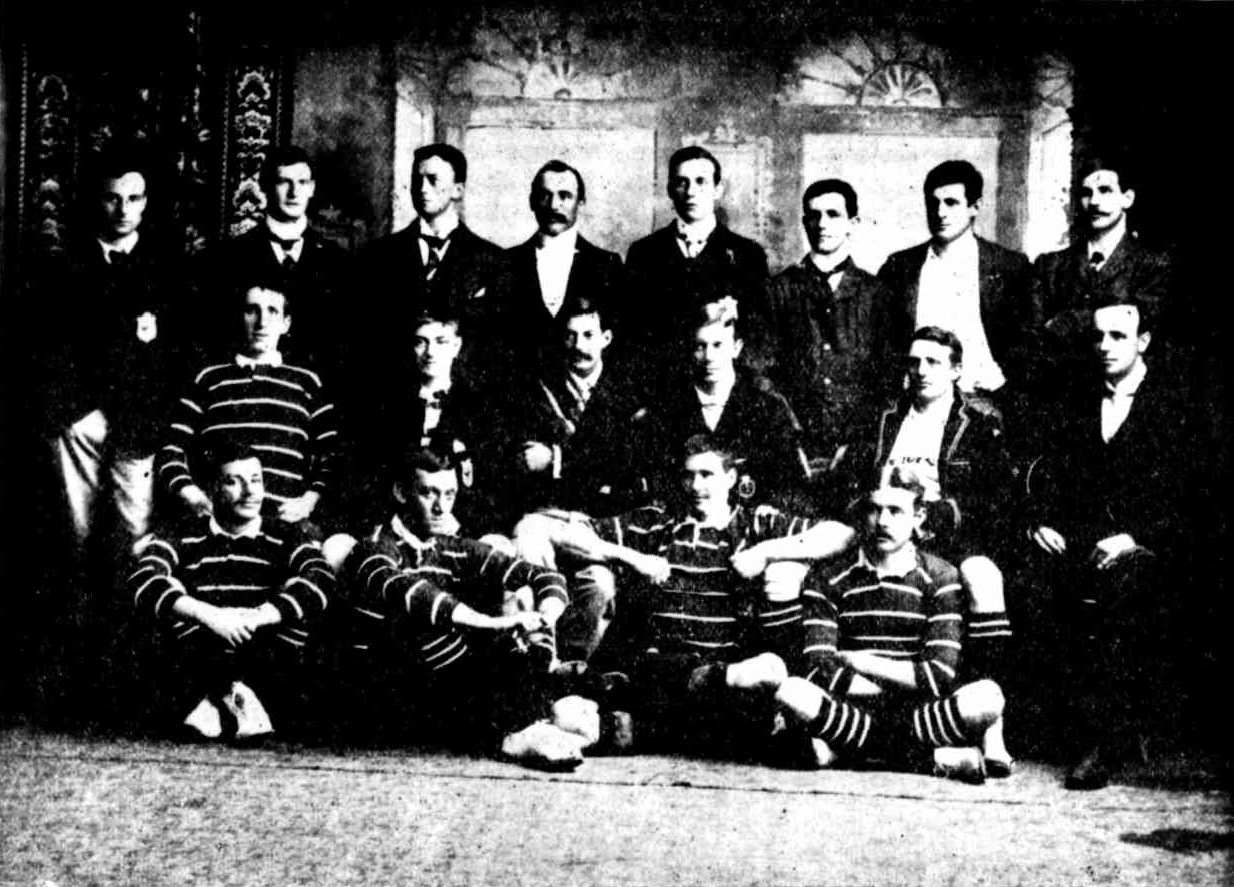
L’équipe lors de la tournée en 1899

La tournée de 1899 des Lions britanniques en Australie était la quatrième tournée de rugby à XV d'une équipe des îles Britanniques et la deuxième en Australie, bien que la première tournée en 1888 ait été une entreprise privée, ce qui fait de la tournée de 1899 la première tournée officielle en Australie. Elle est classée rétrospectivement comme l'une des tournées des Lions britanniques, car la convention de dénomination des Lions n'a été adoptée qu'en 1950.
Des négociations ont également eu lieu pour que la tournée comprenne des matchs contre la Nouvelle-Zélande, soit par le biais d'une visite en Nouvelle-Zélande, soit par le biais d'une équipe néo-zélandaise jouant en Australie. Aucun accord n'a pu être trouvé.
Cette tournée était la première à représenter véritablement les îles Britanniques, avec des joueurs des quatre nations insulaires. Malgré cela, de nombreux journaux australiens et certains quotidiens britanniques ont qualifié l'équipe de tournée de « English football team ».

## Contexte de la tournée
Après la tournée en Afrique du Sud en 1896, des joueurs britanniques ont exprimé le souhait d'effectuer une tournée similaire en Australie. En août 1897, la New South Wales Rugby Football Union (NSWRFU) a reçu une lettre du révérend Matthew Mullineux demandant si une tournée débutant en juin 1898 serait possible et bien accueillie par l'Union.
La proposition fut approuvée par la RFU, avec la stricte stipulation que la tournée aurait lieu sur une base purement amateur. Mullineux avait l'intention de compléter l'équipe avec des joueurs des universités, mais le calendrier de la tournée signifiait que les joueurs devraient quitter la Grande-Bretagne au début du mois de mai, alors que les vacances n'avaient pas encore commencé. En raison du manque de temps pour prendre les dispositions nécessaires, la tournée de 1898 a été annulée.
Une nouvelle invitation a été envoyée par la NSWRFU pour une tournée en 1899. La RFU a reçu à peu près au même moment une invitation de la part de la South African Rugby Football Union pour envoyer une équipe en tournée en Afrique du Sud en 1899. La RFU souhaitait obtenir de Mullineux la confirmation qu'une équipe pourrait être formée pour la tournée en Australie si l'invitation de l'Afrique du Sud était refusée. Après de nombreuses réunions entre la RFU et Mullineux, la décision a été prise en février 1899 de refuser la tournée en Afrique du Sud. En février 1899, la NSWRFU a reçu un message par câble qui a été interprété à tort comme signifiant que la tournée en Australie avait été abandonnée, les joueurs préférant faire la tournée en Afrique du Sud.
La NSWRFU, qui avait pris toutes les dispositions nécessaires pour que la tournée ait lieu et avait réorganisé le calendrier des clubs en conséquence, s'est renseignée car elle n'avait reçu aucune confirmation officielle de l'annulation. Le malentendu a été dissipé le 22 février par un message indiquant que la tournée en Australie allait avoir lieu. Mullineux a déclaré qu'il n'avait jamais été question d'abandonner la tournée en Australie. La composition de l'équipe itinérante est décrite dans la première communication de Mullineux en 1897 comme une équipe composée d'étudiants de son école, Cambridge, et de l'Université d'Oxford, ainsi que de représentants internationaux.

## Calendrier et résultats

### Test matchs
| no | Date       | Lieu     | Match                          | Score |
| -- | ---------- | -------- | ------------------------------ | ----- |
| 1  | 24 juin    | Sydney   | Australie - Lions britanniques | 13-3  |
| 2  | 22 juillet | Brisbane | Australie - Lions britanniques | 0-11  |
| 3  | 5 août     | Sydney   | Australie - Lions britanniques | 10-11 |
| 4  | 12 août    | Sydney   | Australie - Lions britanniques | 0-13  |

### Autres matchs
| no | Date       | Lieu         | Match                | Score |
| -- | ---------- | ------------ | -------------------- | ----- |
| 1  | 17 juin    | Goulburn     | Central Southern     | 3-11  |
| 2  | 14 juin    | Sydney       | New South Wales      | 3-4   |
| 3  | 20 juin    | Sydney       | Metropolitan         | 5-8   |
| 4  | 28 juin    | Toowoomba    | Toowoomba            | 5-19  |
| 5  | 1 juillet  | Brisbane     | Queensland Red       | 11-3  |
| 6  | 5 juillet  | Bundaberg    | Bundaberg            | 3-36  |
| 7  | 8 juillet  | Rockhampton  | Rockhampton          | 3-16  |
| 8  | 11 juillet | Mount Morgan | Mount Morgan         | 3-29  |
| 9  | 15 juillet | Rockhampton  | Central Queensland   | 3-22  |
| 10 | 19 juillet | Maryborough  | Maryborough          | 8-27  |
| 11 | 25 juillet | Armidale     | New England          | 4-6   |
| 12 | 27 juillet | Newcastle    | Northern             | 0-28  |
| 13 | 29 juillet | Sydney       | NSW Waratahs         | 5-11  |
| 14 | 1 août     | Sydney       | Metropolitan         | 8-5   |
| 15 | 9 août     | Bathurst     | Western Districts    | 0-19  |
| 16 | 15 août    | Sydney       | Great Public Schools | 3-21  |
| 17 | 19 août    | Melbourne    | Victoria             | 0-30  |

## Effectif de la tournée
L'équipe était composée de 21 joueurs, dont neuf avaient une expérience internationale, cinq ayant joué pour l'Angleterre, trois pour l'Irlande, et un pour l'Écosse et le pays de Galles.
Avants
- H.G.S. Gray, 24 ans, Cambridge University.
- Tom McGown, 23 ans, North of Ireland.
- Frank Stout, 22 ans, Gloucester.
- Wallace Jarman, 26 ans, Bristol.
- George Ralph Gibson, 21 ans, Northern.
- William Judkins, Coventry.
- Frederick Belson, 25 ans, Bath.
- John Francomb, 26 ans, Manchester.
- Blair Swannell, 23 ans, Northampton.
- Guy Evers, 24 ans, Moseley.
- Alan Ayre-Smith, 22 ans, Guy's Hospital.

Arrières
Demi d'ouverture
- Esmond Martelli, 20 ans, Dublin Wanderers.
- Charles Thompson (en), 25 ans, Lancashire.

Demi de mêlée
- Matthew Mullineux, 31 ans, Blackheath. Il était le seul joueur à avoir participé à la tournée en Afrique du Sud de 1896. En plus d'être capitaine , il a assumé les tâches d'entraineur et d'organisateur de la tournée australienne.
- George Cookson, 25 ans, Manchester.
- Charlie Adamson, 24 ans, Durham.

Trois-quarts 
- Gwyn Nicholls, 24 ans, Cardiff.
- Alec Boswell Timms, 27 ans, Edinburgh University.
- Alf Bucher, 25 ans, Edinburgh Academicals.
- Elliot Nicholson, 27 ans, Birkenhead Park.
- Gerry Doran, 21 ans, Lansdowne.